# Уэст, Сара
Сара Уэст (англ. Sarah West; род. 1972) — военнослужащая Королевского флота Великобритании, лейтенант-коммандер, первая в истории английского военного флота женщина — командир военного корабля. Хотя женщины впервые были допущены к службе в военно-морском флоте Великобритании в 1990 году, до Сары Уэст они командовали только небольшими, не боевыми кораблями.

## Биография

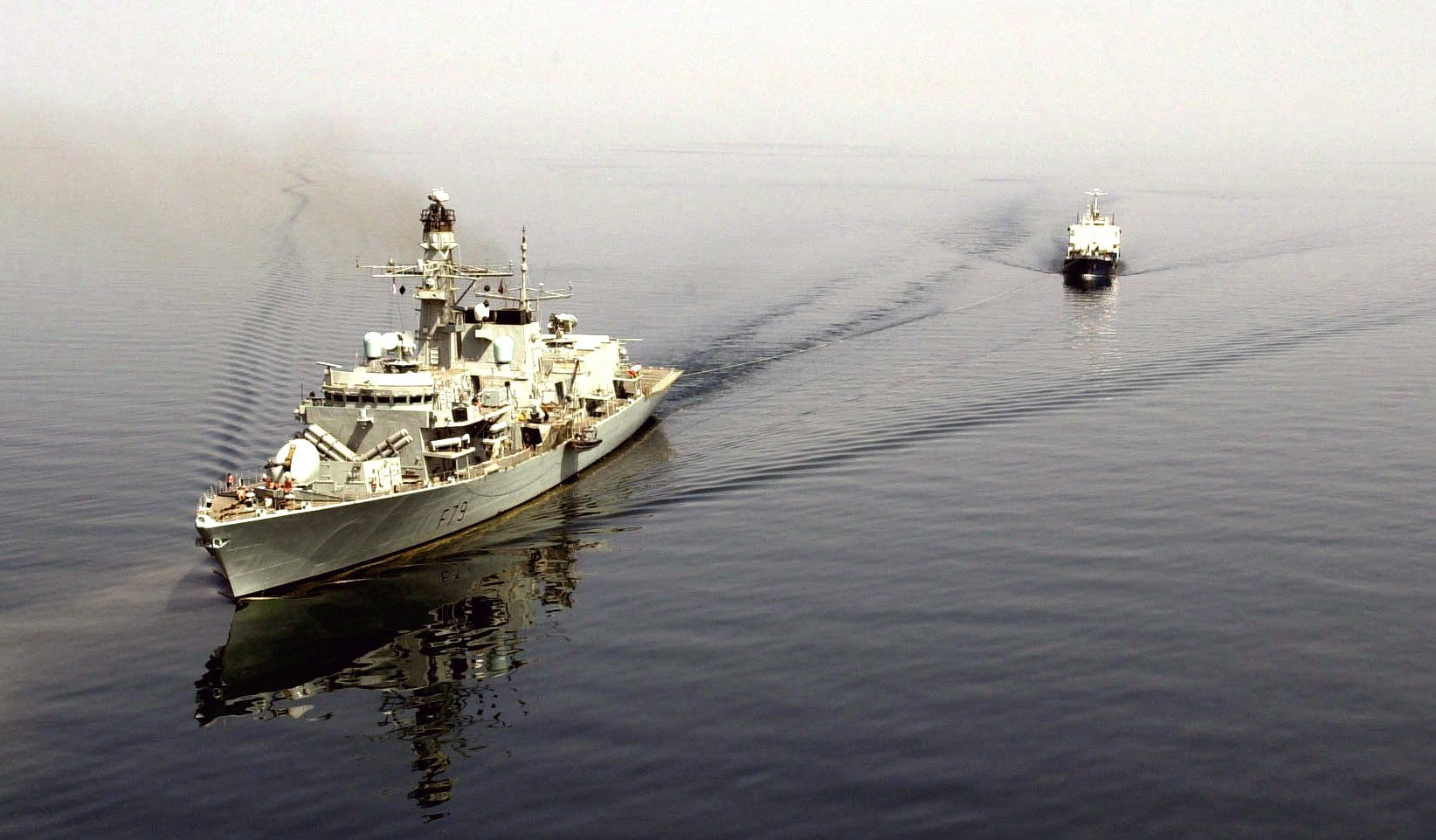
Фрегат Её Величества «Портлэнд»

Сара Уэст — уроженка Линкольншира. Изучала математику в университете Хартфордшир. В 1995 году поступила в Королевский военно-морской колледж «Британия».
Проходила службу на кораблях Королевского флота «Баттлэйкс» (HMS Battleaxe), «Сэндаун» (HMS Sandown) и «Шеффилд» (HMS Sheffield), участвовала в операциях в Персидском заливе.
После повышения квалификации в 2003 году была назначена на фрегат «Корнуэлл» (HMS Cornwall) в должности старшего офицера (Principal Warfare Officer) и принимала участие в миссиях в восточной части Атлантического океана. В 2004 году получила аналогичную должность на фрегате «Норфолк» (HMS Norfolk).
В 2006 году была назначена командующей амфибийной группы (Commander Amphibious Task Group), как специалист ведения боевых действий под водой. В том же году Сара Уэст была координатором эвакуации британских граждан из зоны конфликта во время войны в Ливане.
В 2007 году проходила службу в Постоянном Объединённом штабе (Permanent Joint Head Quarters), координирующем действия ВМС Великобритании в Балканском регионе.
После этого в составе Ближневосточной оперативной группы (Middle East Operations Team) принимала участие в обеспечении морских операций в Ираке. В тот же период получила учёную степень по праву.
В дальнейшем последовательно командовала тральщиками «Пензэнс» (HMS Penzance), «Рэмси» (HMS Ramsey) и «Пембрук» (HMS Pembroke).
8 августа 2011 года было сообщено, что с апреля 2012 года капитан-лейтенант Сара Уэст будет состоять в должности командира фрегата «Портлэнд» (HMS Portland), с присвоением очередного воинского звания «коммандер».
Как отмечается в прессе, Сара Уэст получила эту должность благодаря её «лидерству, уверенности, силе духа, здравому смыслу и отличным навыкам общения с людьми».